# Charles François Brisseau de Mirbel
Charles François Brisseau de Mirbel (27. března 1776 Paříž – 12. září 1854 Champerret, Paříž) byl francouzský botanik. Byl jedním z prvních rostlinných anatomů a fyziologů. Jeho oficiální botanické autorství je „Mirb“.

## Život a dílo
Ve věku 20 let se Mirbel stal asistentem v Národním muzeu přírodní historie v Paříži. Tam zahájil mikroskopické zkoumání rostlinných tkání. S prvním vydáním své práce Traité d'anatomie et de physiologie vegétale v roce 1802 se etabloval jako jeden ze zakladatelů francouzské buněčné teorie a fyziologie rostlin. Předpokládal, že všechny rostlinné tkáně se skládají z parenchymu. Jeho pozorování, publikované v roce 1809, že každá rostlinná buňka je obklopena souvislou biomembránou, zůstává jeho ústředním přínosem k cytologii.
V roce 1803 byl Mirbel jmenován správcem zahrady císařovny Josefíny v paláci Malmaison. Zde dokončil svůj výzkum rostlinných pletiv a vývoje rostlinných orgánů. Popsal játrovky rodu Marchantia. V roce 1808 byl jmenován profesorem botaniky na Sorbonně. Po pádu Napoleona se Mirbel stal ředitelem botanické zahrady v Paříži.
V roce 1807 se stal korespondentem Académie des sciences a v roce 1808 řádným členem. V roce 1820 byl zvolen členem Leopoldiny. 27. dubna 1837 byl Mirbel zvolen zahraničním členem Královské společnosti. Královská dánská akademie věd ho přijala za zahraničního člena v roce 1851.
Je po něm pojmenován rod rostlin Mirbelia Sm. z čeledi bobovitých (Fabaceae).

## Dílo (výběr)
- Histoire naturelle, générale et particulière de plantes. 1802–1806.
- Exposition de la théorie de l’organisation végétale. 1809.
- Traité d’anatomie et de physiologie végétale. 1813.
- Éléments de physiologie végétale et de botanique. 1815.
- Organographie et physiologie végétale. 1849.